# Alvóhajó
Az alvóhajó egy elméletben kidolgozott űrhajótípus, amelyben az egész személyzet vagy annak egy része hibernált állapotban van az utazás során. Manapság nem áll rendelkezésre olyan technológia, amellyel egy embert hosszabb időre hibernálni lehet, ebből kifolyólag az alvóhajó koncepciója leginkább a sci-fi irodalomban fordul elő.
Hibernálás helyett lehetséges a legénységet kriogén állapotba hozni.
Az alvóhajó koncepciója többnyire akkor bukkan fel, ha - általában fénysebesség alatti - csillagközi repülésről van szó. Ezekben az esetekben az utazás több száz vagy akár több ezer évet is igénybe vehet és ilyenkor két eset lehetséges: vagy generációs hajót hoznak létre, ahol az idő múlásával újabb és újabb generációk váltják fel az eredeti legénységet. A másik megoldás az alvóhajó, amikor az eredeti legénységet hibernáció vagy mélyhűtés segítségével életben tartják.
A legénység hibernálása feltehetően 145 kelvin fokon történne és a jelenlegi technológiák segítségével nem lehet elkerülni, hogy a fagyasztás során keletkező jégkristályok ne károsítsák az emberi szervezet szöveteit.
A másik megoldás a kriogén állapot, amikor az életfolyamatokat nem állítják le, de alacsony hőmérsékleten oly mértékben lelassítják, hogy egyrészt ne vegyék jelentősen igénybe a hajó létfenntartó berendezéseit, másrészt hogy ne okozzák a legénység idő előtti megöregedését.
Az alvóhajókon előfordulhat, hogy a teljes legénységet hibernálják, de az is elképzelhető, hogy a legénység egy része éber állapotban tölti az utat, mintegy őrködve az alvók felett. Ez érdekes cselekményszálakhoz vezethet, többek között konfliktus keletkezhet az alvók és az ébren lévők (vagy leszármazottaik) között az utazás végén, az egyedüllét esetleges pszichológiai elváltozásokat okozhat, de az is elképzelhető, hogy az ébren lévők leszármazottai, akik az űrben születtek és nőttek fel, esetleg semmilyen kedvet nem éreznek arra, hogy az utazás végén elhagyják a hajót (agórafóbia).

## Alvóhajók sci-fiben

### Könyvek
- 1956 - Jerry Sohl - Death in Transit
- 1968 - Arthur C. Clarke - 2001: A Space Odyssey – 2001. Űrodisszeia
- 1980 - Douglas Adams - Vendéglő a világ végén
- 1986 - Arthur C. Clarke - The Songs of Distant Earth – A távoli Föld dalai
- 2001 - Arwen Dayton - Resurrection

### Filmek
- 1968 – 2001: A Space Odyssey – 2001. Űrodisszeia
- 1979 – A nyolcadik utas: a Halál
- 1986 – A bolygó neve: Halál
- 1998 – Lost in Space – Elveszve az űrben
- 2009 – Avatar
- 2009 – Pandorum
- 2014 – Csillagok között
- 2016 – Utazók
- 2021 – Ne nézz fel!

### Tévésorozatok
- 1967 - Star Trek: The Original Series ( SS Botany Bay)
- 1976 - Space 1999
- 1979 - Csillagközi romboló 1978
- 1988 - Star Trek: Az új nemzedék (A semleges zóna - S01E26)
- 1989 - Star Trek: Az új nemzedék (A titkos küldött - S02E20)
- 1994 - Babylon 5
- 2003 - Csillagkapu CSK-1 (Mentőcsónak - S07E06)
- 2005 - Csillagkapu Atlantisz (Auróra - S02E09)

### Számítógépes játékok
- 1999 - Sid Meier’s Alpha Centauri (a játék intrójában)
- 2003 - Freelancer (a játék intrójában)

## Fordítás
- Ez a szócikk részben vagy egészben  a   Sleeper_ship című angol Wikipédia-szócikk fordításán alapul.  Az eredeti cikk szerkesztőit annak laptörténete sorolja fel. Ez a jelzés csupán a megfogalmazás eredetét és a szerzői jogokat jelzi, nem szolgál a cikkben szereplő információk forrásmegjelöléseként.
- Ez a szócikk részben vagy egészben  a   Slaapschip című holland Wikipédia-szócikk fordításán alapul.  Az eredeti cikk szerkesztőit annak laptörténete sorolja fel. Ez a jelzés csupán a megfogalmazás eredetét és a szerzői jogokat jelzi, nem szolgál a cikkben szereplő információk forrásmegjelöléseként.